# Club Hoquei Vila-seca
El Club Hoquei Vila-seca és una entitat esportiva, fundada el 1975 a Vila-seca, Tarragonès, dedicada a l'hoquei sobre patins. La temporada 2017/18 competí a la màxima categoria d'hoquei sobre patins a Catalunya, la Divisió Nacional Catalana, després d'aconseguir l'ascens, tot i que jugà la Lliga espanyola, la màxima categoria a l'Estat espanyol, en tres ocasions. El club juga els seus partits com a local al Pavelló Municipal d'Esports de Vila-seca. La temporada 2012/13 cedí de mutu acord, juntament amb el CP Monjos, la seva plaça a Primera Divisió Nacional en benefici del CP Taradell i el PHC Sant Cugat, de manera que disputaren la Primera Divisió Catalana.

## Palmarès
- 3 Campionats de la Primera Divisió Catalana (1996/97, 2002/03 i 2009/10)[4]